# Reinout Bussemaker
 (octobre 2018).
Si vous disposez d'ouvrages ou d'articles de référence ou si vous connaissez des sites web de qualité traitant du thème abordé ici, merci de compléter l'article en donnant les références utiles à sa vérifiabilité et en les liant à la section « Notes et références ».
Reinout Bussemaker, né en 1959 à Leyde, est un acteur néerlandais.

## Filmographie
- 1982 : De boezemvriend
- 1983 : Le Quatrième Homme de Paul Verhoeven : Eerste echtgenoot[2]
- 1985 : De ijssalon de Dimitri Frenkel Frank
- 1992 :  Medisch Centrum West : Peter Nieveld
- 1992 : Goede tijden, slechte tijden  : Steef van Woerkom
- 1995 : Antonia et ses filles de Marleen Gorris : Simon[3]
- 1998 :  Temmink: The Ultimate Fight :  Mijnheer Bakker
- 2001 :  DOK 12 : Harry Simons
- 2002 : IC : Hans Blaauw
- 2003 : De ordening : Emiel
- 2004 :  06/05 : Volkert van der Graaf
- 2005 : Gooische Vrouwen : Sybolt
- 2006 : Don de Arend Steenbergen : Vader Don[4]
- 2009 : VPRO Thema: Wraak de Britta Hosman : John
- 2009 : La Révélation de Hans-Christian Schmid : Carl Mathijsen[5]
- 2009 :  Storm :  Carl Mathijsen
- 2011 : Among Us de Marco van Geffen : Anton[6]
- 2012 : Eighth Graders Don't Cry de Dennis Bots : Vader Akkie[7]
- 2013 : Days Of Steel de Flynn Von Kleist : Le frère de Franka[8]
- 2013 : The Dinner de Menno Meyjes : Rector[9]
- 2014 : Lucia de B. de Paula van der Oest : Judge Dresden[10]
- 2015 : The Paradise Suite de Joost van Ginkel : Jack[11]
- 2016 : When Grey Is A Colour de Marit Weerheijm[12]
- 2017 : Aimée de Daan Groot
- 2018 : Buffalo Boys de Mike Wiluan : Van Trach[13]

## Vie privée
Il a eu un fils avec l'actrice Nelleke Zitman.